# Moroeni (gmina)
Moroeni – gmina (rum. comuna) w Rumunii, w okręgu Dymbowica (rum. Dâmbovița).

## Lokalizacja
Gmina leży w skrajnie północnej części okręgu. Jej obszar zajmuje tereny wysokogórskie, w tym znaczną część Parku Narodowego Bucegi w górach Bucegi. Na terenie gminy znajduje się jezioro Bolboci i źródła Jałomicy (rum. Ialomița) z jaskinią Ialomiței, a na granicy z okręgiem Prahova szczyt Omu, najwyższy punkt Gór Bucegi i okręgu Dâmbovița. Przez gminę przebiega droga DN71, która łączy miasta Sinaia i Târgoviște.

## Demografia
Przynależność etniczna ludności gminy Moroeni
     Rumuni (78.53%)
     Romowie (17.94%)
     Nieznane pochodzenie (3.48%)
     Inne pochodzenie (0.03%)
Według spisu powszechnego z 2011 roku większość mieszkańców to Rumuni (78,53%), mniejszość stanowią Romowie (17,95%). Dla 3,48% populacji pochodzenie etniczne jest nieznane.

## Polityka
Gmina Moroeni jest zarządzana przez burmistrza i radę lokalną składającą się z 15 radnych. Burmistrz Mihai-Laurențiu Moraru, z Partii Socjaldemokratycznej, jest na stanowisku od 2012 r. Po wyborach samorządowych w 2020 r., rada gminy zyskała następujący skład:
- Partia Socjaldemokratyczna – 10 radnych
- Partia Narodowo-Liberalna – 4 radnych
- Partia PRO Rumunia – 1 radny

## Historia
Pod koniec XIX wieku gmina stanowiła część regionu Ialomița-Dâmbovița w okręgu Dâmbovița i składała się z trzech wsi: Moroeni, Lunca i Muscelu, zamieszkałych przez 1132 osoby. W 1925 r. gmina liczyła te same trzy sołectwa i wchodziła w skład obszaru Pucioasa tego samego okręgu, licząc 2177 mieszkańców.
W 1950 r. została włączona do okręgu Pucioasa w regionie Prahova, a następnie (po 1952 r.) do okręgu Târgoviște w regionie Ploiești. W 1968 r. przybrała swoją obecną formę i ponownie weszła w skład utworzonego ponownie powiatu Dâmbovița.